# Forêt nationale de Canela
Pour les articles homonymes, voir Canela (homonymie).
La forêt nationale de Canela (portugais : Floresta Nacional de Canela) est une forêt nationale brésilienne. Elle se situe dans la région Sud, dans l'État du Rio Grande do Sul.
Le parc fut créé en 1968 et couvre une superficie de 706,54 hectares.